# Thể thao nghiệp dư

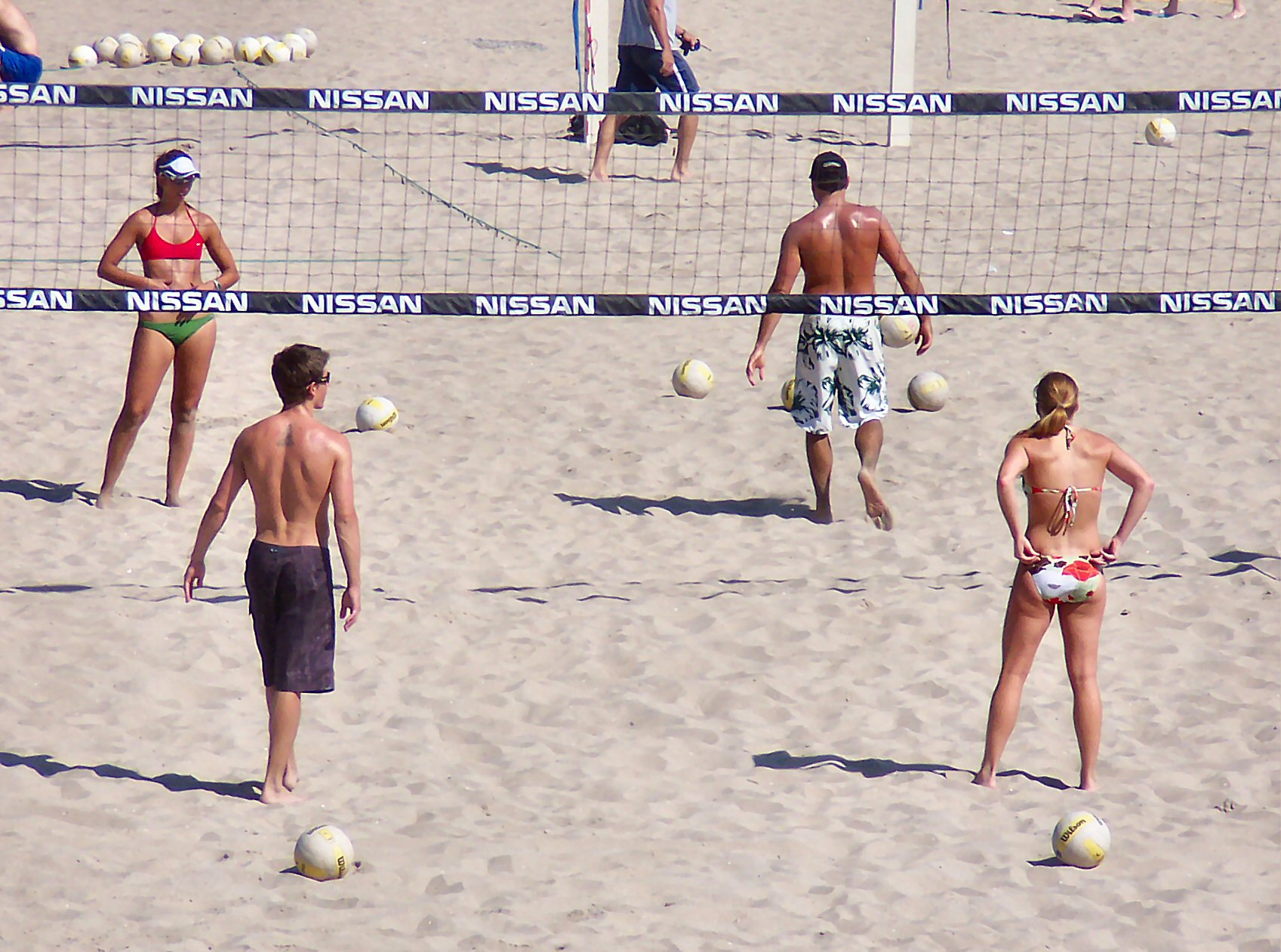
Thể thao nghiệp dư

Thể thao nghiệp dư là các môn thể thao trong đó người chơi tham gia vào một cách đầy đủ hoặc khá đầy đủ mà không nhận tiền lương. Thể thao nghiệp dư thường đi theo nguyên tắc quan trọng của thể thao, đó là thi đấu với niềm đam mê thuần túy, hoặc để rèn luyện sức khỏe, nâng cao các kĩ năng xã hội như tinh thần đồng đội,..., khác biệt so với thể thao chuyên nghiệp là các vận động viên được trả lương để kiếm sống. Sự khác biệt giữa người tham gia thể thao nghiệp dư và người tham gia thể thao chuyên nghiệp, những người được trả thù lao cho lượng thời gian mà họ thi đấu và tập luyện. Trong các môn thể thao có sự có mặt của người chơi chuyên nghiệp thì những vận động viên chuyên nghiệp sẽ luyện tập và thi đấu ở trình độ cao hơn các vận động viên nghiệp dư. Tuy vậy phần lớn người chơi thể thao trên thế giới là nghiệp dư. Tính nghiệp dư trong thể thao từng là quan niệm phổ biến trong thế kỷ 19, đặc biệt là ở tầng lớp thượng lưu, nhưng bắt đầu phai nhạt bớt chút từ thế kỷ 20 trở đi khi thể thao chuyên nghiệp phát triển cùng sự thương mại hóa thể thao nghiệp dư,..., lại có một số tổ chức thể thao không coi trọng quan niệm này, ngay cả khi trong tên tổ chức của họ có chữ "nghiệp dư".